# Daring-klassen
Storbritanniens Daring-klasse (og benævnt Type 45 eller D-klassen) er en luftforsvarsdestroyer bygget til Royal Navy. Klassen skal erstatte den aldrende Sheffield-klasse. Det første skib i klassen HMS Daring (D32), blev søsat den første februar 2006 og indgik i flådens tal den 23. juli 2009. Skibene bliver bygget af BAE Systems. De første tre skibe blev samlet af BAE Systems Surface Fleet Solutions fra præfabrikerede blokke bygget af BAE Systems selv og VT Gruppen.
Storbritannien søgte oprindeligt at anskaffe luftforsvarsskibe som en del af NRF-90 projektet, og var senere en del af Horizon projektet sammen med Frankrig og Italien. Man valgte dog at trække sig fra disse projekter da de ikke passede ind i de britiske planer. Daring-klassen benytter dog mange af de udviklinger der er gjort i forbindelse med Horizon-klassen blandt andet Sea Viper missile systemet, der er en del af PAAMS (Principal Anti-Air Missile System). I 2009, blev leveringen af skibenes Aster missiler forsinket på grund af vanskeligheder under funktionstests. En efterfølgende undersøgelse viste en fejlramt sending og leveringen af Aster 30 er nu tilbage på sporet.
I et "intenst angreb" kan en destroyer af Daring-klassen spore, engagere og nedskyde flere mål end fem Birmingham-destroyere til sammen. Type 45 er de største eskorteskibe der nogensinde er bygget til Royal Navy, rent tonnagemæssigt. Efter HMS Daring's søsætning den 1. februar 2006 udtalte den tidligere First Sea Lord, Admiral Sir Alan West at det ville blive Royal Navy mest kapable destroyer nogensinde såvel som verdens bedste luftforsvarsskib.

## Design

### Baggrund
Oprindeligt forsøgte Storbritannien i samarbejde med syv andre NATO-lande at etablere et fælles fregatprogram (NFR-90), der dog senere blev skrinlagt. Efterfølgende startede Storbritannien, Frankrig og Italien Horizonprogrammet der siden mundede ud i Horizon-klassen. Forskellige operative ønsker, problemer med forsinkelser og hvilke lande der fik hvilke kontrakter førte til at Storbritannien trak sig ud af programmet den 26. april 1999, og startede sit eget nationale projekt. Den 23. november 1999 blev Marconi Electronic Systems udvalgt som den primære entreprenør på Type 45-projektet. Syv dage senere fusionerede Marconi Electonic Systems og British Aerospace og skabte dermed BAE Systems, der overtog rollen som projektets primære entreprenør.
Type 45-projektet er blevet kritiseret for de løbske udgifter og forsinkelser, hvormed prisen på projektet overskred budgettet med 1.5 milliarder £, eller 29 %. Det første skib indgik i aktiv tjeneste i 2009, mens det oprindeligt var planlagt at skibet skulle indgå i 2007. I 2007 udtrykte forsvarsudvalget (Defence Select Committee) sin utilfredshed med at forsvarsministeriet og BAE manglede evne til at overholde tidsfrister og budgetter.

### Karakteristika
Daring-klassen er 152.4 meter lang, 21,2 meter brede og har en dybgang på 7,4 meter. Dette gør dem væsentligt større end Sheffield-klassen, som de skal erstatte. (7.350 tons i forhold til Birmingham-klassens 5.200 tons). Daring-klassen er desuden den første britiske krigsskibsklasse der overholder kravene i Lloyd's Registers krigsskibskrav. BAE Systems er ansvarlig for designet på klassen, en rolle forsvarsministeriet traditionelt har været ansvarlig for. Designet lægger vægt på stealth teknologi med dæksudstyr og redningsflåder "gemt" bag skibssiderne.
Daring-klassen benytter Principal Anti-Air Missile Systemet (PAAMS), et fælles britisk, fransk og italiensk design, der blev udviklet som en del af Horizonprojektet. PAAMS består af en SAMPSON multifunktionsradar, MBDA Aster 15 and 30 missiler og en 48-cellet SYLVER VLS, hvorved man har plads til både kortrækkende og langtrækkende luftforsvar. PAAMS systemet er i stand til at kontrollere adskillige missiler i luften samtidig og dermed engagere flere mål i luften på en gang. SYLVER VLS kan desuden opgraderes til at kunne benytte flere andre missiltyper. Det er blevet anslået at SAMPSON radaren er i stand til at spore et objekt på størrelse med en tennisbold med en fart på tre gange lydens hastighed.
Selvom Type 45-klassen giver Royal Navy en stor fordel i forhold til lufttruslen er skibet dog begrænset i forhold til overfladekrigsførelse, da skibets våben mod overflade består af Sea Skua missiler fra skibets helikopter og skibets 114 mm kanon.

### Fremdrivning
Daring-klasen er udstyret med et innovativt integreret elektrisk fremdrivningssystem. Historisk set har elektrisk fremdrevne skibe benyttet jævnstrøm til at drive deres elektromotorer, hvorfor der krævedes en stor strømkilde. Det integrerede elektriske fremdrivning benytter vekselstrøm og benytter et digitaliseret styresystem med god elektrisk filtrering.
To Rolls-Royce WR-21 gasturbinegeneratorer samt to Wärtsilä V12 VASA32 dieselgeneratorer giver en elektrisk spænding på 4.160 volt. Denne stærkstrømsforsyning bliver benyttet til at give strøm til to Converteam induktionsmotorer med en samlet udgangseffekt på 40.000 MW. Resten af skibets systemer får også strøm fra disse systemer, men strømmen går først igennem en transformator, hvor spændingen bliver ændret til henholdsvis 440 og 115 volt.
Fordelene ved det integrerede elektriske fremdrivningssystem er blevet fremlagt som følgende:
- Muligheden for at placere elektromotorerne tættere på skruerne og dermed forkorte akslerne og fjerne behovet for en gearkasse eller stilbare skruer og mindske mulighederne for skader.[16]
- Muligheden for at fjerne stort og larmende udstyr (såsom dieselgeneratorer og gasturbinegeneratorerne) til et belejligt område væk fra akslerne, og dermed mindske behovet for lange skorstene, mens man samtidig giver mere plads i maskinrummene til vedligeholdelse.[17]

Nøglen til effektiv brug af systemet er valget af gasturbine. Det er vigtigt at gasturbinen giver god ydelse over et stort belastningsområde. WE21 gasturbinen har en indbygget intercooler samt et system der er i stand til at genbruge en del af udstødningsvarmen, hvilket gør WE21 i stand til at yde noget bedre på lavere omdrejninger end tilsvarende gasturbiner.
Kombinationen af bedre brændstoføkonomi og større brændstoftanke giver en rækkevidde på 7.000 sømil ved en fart på 18 knob. God maskinkraft sammenholdt med den hydrodynamiske effektivitet af et længere skrog giver mulighed for hurtig acceleration; Efter sigende skulle HMS Daring have nået sin designfart på 29 knob på blot 70 sekunder og have nået 31,5 knob på 120 sekunder under skibets søprøver i august 2007.

## Konstruktion
Skibene blev bygget af BAE Systems Surface Ships, som blev skabt ved en fusion af skibsbygningsafdelingerne hos BAE Systems og VT Group. Disse to firmaer har tidligere samarbejdet om bygningen af orlogsskibe. BAE's to skibsværfter i Glasgow og enkelte i Portsmouth er ansvarlige for forskellige "blokke". De største og mest komplekse blokke bliver konstrueret på BAE-værftet ved Clydefloden.
BAE's Govan værft var ansvarlig for blok A, der går fra hækken til kanten af helikopterhangaren. Scotstoun-værftet bygger blokkene B/C, der blandt andet omfatter gasturbinerne. Disse blokke starter fra helikopterhangaren og frem til broen. BAE's Portsmouth værft er ansvarlig for blokkene E/F hvilket dækker skibene fra broen og frem til stævnen samt skorstenene og masterne. Blokkene til skibene D33-D37 blev samlet ved Govan-værftet og søsat herfra. Master og skorstene blev ligeledes monteret før søsætning.
For det første skib i klassen (D32), blev blok A samlet ved Govan og flyttet til Scotstoun hvor det blev samlet med blok B, C og D. De forreste sektioner (E/F) blev samlet i Portsmouth og slæbt til Scotstoun og samlet med resten af skibet. Herefter blev skibet søsat i floden Clyde og trukket til tørdokken ved Scotstoun, hvorefter monteringen af master og skorsten fandt sted. Herefter fandt monteringen af radarudstyr, sonar, skruer, kanon og missiludstyr.
Denne måde at samle skibet på blev aftalt i februar 2002.

## Skibene
Seks skibe er blevet bestilt og det første blev leveret til Royal Navy den 10. december 2008. Det britiske forsvarsministerium planlagde oprindeligt med at bygge to skibe, men dette blev reduceret til otte i 2003. I december 2006 blev det oplyst at yderligere to ikke ville blive bygget. I Juli 2007 fastslog ministrielle embedsmænd at der alligevel ville blive bygget otte skibe. Denne holdning blev ændret den 19. juni 2008 da forsvarsminister Bob Ainsworth bekendtgjorde i det britiske parlament at optionen på den 7. og 8. destroyer ikke ville blive benyttet. De fortsatte beskæringer af projektet, først fra 12 til 8 og efterfølgende til 6 er også blevet kritiseret, da man efter sigende ikke vil være i stand til at leve op til flådens forpligtelser med kun seks skibe.
The Independent kunne den 9. marts 2007 rapportere at Saudi-Arabien overvejede at købe to eller tre Type 45 destroyere. Den 7. september 2007 blev det ligeledes rapporteret at saudiske embedsmænd skulle overvære HMS Daring's søprøver.

## Skibe i klassen
| Pennant | Navn      | Kølen lagt        | Søsat             | Indgået           | Navngivet af                | Skæbne     | Kaldesignal |
| ------- | --------- | ----------------- | ----------------- | ----------------- | --------------------------- | ---------- | ----------- |
| D32     | Daring    | 28. marts 2003    | 1. februar 2006   | 23. juli 2009     | Sophie, grevinden af Wessex | I tjeneste | GPLA        |
| D33     | Dauntless | 26. august 2004   | 23. januar 2007   | 3. juni 2010      | Lady Burnell-Nugent         | I tjeneste | GPLB        |
| D34     | Diamond   | 25. februar 2005  | 27. november 2007 | 6. maj 2011       | Lady Johns                  | I tjeneste | GPLC        |
| D35     | Dragon    | 19. december 2005 | 17. november 2008 | 2. september 2011 | Susie Boissier              | I tjeneste | GMIB        |
| D36     | Defender  | 31. juli 2006     | 21. oktober 2009  | 25. juli 2012     | Lady Massey                 | I tjeneste | GMIA        |
| D37     | Duncan    | 26. januar 2007   | 11. oktober 2010  | 26.september 2013 | Marie Ibbotson              | I tjeneste | GMIC        |